# Forn del camí de la Fita
El Forn del camí de la Fita és una obra de Sitges (Garraf) inclosa a l'Inventari del Patrimoni Arquitectònic de Catalunya.

## Descripció
Situat als voltants del Mas Maiol, proper als marges del Camí de la Fita.
Estructura arquitectònica alçada amb murs de maçoneria, de planta circular. Conserva la boca, obertura al mur semicurcular, morterada, reforçada per una estructura de pedra seca exterior.